# 埃莉索·维尔萨拉泽
埃莉索·维尔萨拉泽（1942年9月14日—），格鲁吉亚钢琴家，以演绎舒曼和肖邦的作品著称。

## 简介
埃莉索·维尔萨拉泽出生于格鲁吉亚首都第比利斯，幼时随祖母、钢琴家安娜塔西亚·维尔萨拉泽学习钢琴，后师从涅高兹父子。维尔萨拉泽曾在多个国际音乐赛事中夺魁，包括1966年于茨维考举办的舒曼国际钢琴比赛。
维尔萨拉泽在莫斯科音乐学院和慕尼黑音乐戏剧学院担任教授，同时是诸多国际钢琴比赛的评委，常年在世界各地演出。和她合作过的著名音乐家包括里赫特、罗斯特罗波维奇、古特曼、巴什梅特等等。